# D-2
D-2 es el segundo mixtape del rapero surcoreano Agust D, más conocido como Suga, miembro del grupo BTS. Fue publicado el 22 de mayo de 2020 y contiene 10 canciones.

## Antecedentes
Debido a los excesivos planes de Agust D con BTS, el álbum fue producido a una velocidad mucho más lenta que el anterior.

## Lista de canciones
| N.º   | Título                                                             | Escritor(es)                      | Productor(es)                     | Duración |  |
| 1.    | «Moonlight» (저 달; Jeo dal)                                       | Agust D, Ghstloop                 | Agust D, Ghstloop                 | 2:44     |  |
| 2.    | «Daechwita» (대취타)                                               | Agust D, El Capitxn               | Agust D, El Capitxn               | 3:46     |  |
| 3.    | «What Do You Think?» (어떻게 생각해; Eotteoke saenggakae)          | Agust D, El Capitxn, Ghstloop     | El Capitxn, Ghstloop              | 3:03     |  |
| 4.    | «Strange» (feat. RM) (이상하지 않은가; Isanghaji aneunga)          | Agust D, El Capitxn, Ghstloop, RM | El Capitxn, Ghstloop              | 3:17     |  |
| 5.    | «28» (feat. Niihwa) 점점 어른이 되나봐; Jeomjeom eoreuni doenabwa) | Agust D, El Capitxn, Hiss Noise   | El Capitxn, Hiss Noise            | 2:14     |  |
| 6.    | «Burn It» (feat. MAX)                                              | Agust D, Ghstloop, MAX            | Agust D, Ghstloop                 | 3:13     |  |
| 7.    | «People» (사람; Saram)                                             | Agust D, Pdogg                    | Agust D, Pdogg                    | 3:17     |  |
| 8.    | «Honsool» (혼술)                                                   | Agust D, Pdogg                    | Agust D, Pdogg                    | 3:40     |  |
| 9.    | «Interlude: Set Me Free»                                           | Agust D, Pdogg                    | Agust D, Pdogg                    | 2:21     |  |
| 10.   | «Dear My Friend» (feat. Kim Jong-wan) (어땠을까; Eottaesseulkka)   | Agust D, El Capitxn, Kim Jong-wan | Agust D, El Capitxn, Kim Jong-wan | 4:53     |  |
| 32:22 |                                                                    |                                   |                                   |          |  |

## Posicionamiento en listas
| Listas (2020)                       | Mejor posición |
| ----------------------------------- | -------------- |
| Australia (Australian Albums)       | 2              |
| Austria (Ö3 Austria )               | 4              |
| Bélgica (Ultratop flamenca)         | 12             |
| Bélgica (Ultratop valona)           | 25             |
| Canadá (Billboard Canadian Albums)  | 12             |
| Dinamarca (Hitlisten)               | 32             |
| Escocia (OCC)                       | 6              |
| Estados Unidos (Billboard 200)      | 11             |
| Finlandia (Suomen virallinen lista) | 4              |
| Francia (SNEP)                      | 32             |
| Hungría (MAHASZ)                    | 9              |
| Irlanda (IRMA)                      | 10             |
| Italia (FIMI)                       | 24             |
| Japón (Billboard Hot Albums)        | 7              |
| Noruega (VG-lista)                  | 7              |
| Nueva Zelanda (Recorded Music NZ)   | 10             |
| Países Bajos (Album Top 100)        | 16             |
| Reino Unido (OCC)                   | 7              |
| Suecia (Sverigetopplistan)          | 19             |
| Suiza (Schweizer Hitparade)         | 5              |